# Bertha Porter
Bertha Porter (1852-1941) fue una recopiladora y bibliógrafa inglesa conocida por su papel editorial en la compilación de la obra egiptológica Bibliografía Topográfica de Textos Jeroglíficos, Relieves y Pinturas del Antiguo Egipto.

## Primeros años
Bertha Porter nació en 1852, hija de Frederick William Porter, arquitecto de origen irlandés y topógrafo en Worshipful Company of Clothworkers, y su esposa Sarah Moyle; no se conoce demasiado de Bertha en sus primeros años, más allá de que se movía en círculos literarios.

## Obra
Porter fue contratada por Sidney Lee para escribir en el Dictionary of National Biography, y del que completó 156 biografías antes de su marcha. 
Francis Llewellyn Griffith, durante su trabajo en el Museo Británico (que abandonó en 1896), fundó y dirigió la recopilación egiptológica conocida como Bibliografía Topográfica de Textos Jeroglíficos, Relieves y Pinturas del Antiguo Egipto, con el propósito de establecer la ubicación y contenido de los textos encontrados en los monumentos antiguos de Egipto y en un momento posterior Sudán. Porter estuvo comprometida en la dirección de la recopilación de la bibliografía de esta obra, una tarea que la mantuvo ocupada hasta su jubilación del proyecto en 1929, es decir durante 30 años.
Porter estudió jeroglíficos en Londres con Griffith y también con Kurt Sethe en la Universidad de Göttingen. Su trabajo mantuvo como base de operaciones Londres y ella nunca viajó a Egipto. En cambio, a partir de 1924, confió en Rosalind Moss para hacer el trabajo de campo; Moss asumió las responsabilidades de Porter después de su jubilación. La bibliografía se conoce comúnmente como Porter & Moss y a ellas como referentes de las fuentes egiptológicas como las Dos Damas.